# Jaufre de Tolosa
Jaufre de Tolosa, italianizzato in Giuffredi di Tolosa (fl. XII-XIII secolo), è stato un trovatore occitano attivo verso la fine del XII e inizio del XIII secolo, originario possibilmente di Tolosa.
Della sua opera ci resta unicamente un frammento che, secondo Anglade, sembra essere estratto da una sorta si epistola amorosa".

Francesco Redi in alcune sue opere ne cita qualche verso:
 Veillh el sang del racin

 Cal cor platz en ioi en rire
 Qeu no la giterai

 essa Dompna gentil.

 En la amor la aimerai